# Botho von Wussow (Kreisauer Kreis)
Botho Johann Georg Ulrich von Wussow (* 28. September 1901 in Lüneburg; † 25. Mai 1971 in München) war ein deutscher Diplomat und zur Zeit des Nationalsozialismus Mitglied der Widerstandsgruppe Kreisauer Kreis.

## Herkunft und Familie
Botho von Wussow wurde 1901 als dritter Sohn des Verwaltungsjuristen und späteren Herzoglich sachsen-altenburgischen Staatsministers Waldemar von Wussow in Lüneburg geboren. Die Familie gehörte dem pommerschen Adelsgeschlecht Wussow an. Botho von Wussows Großvater war der gleichnamige preußische Generalleutnant Botho von Wussow.

## Leben und Wirken
Seit 1915 war von Wussow Schüler an der Klosterschule Roßleben in der damaligen Provinz Sachsen, heute im Freistaat Thüringen gelegen. Dort freundete er sich wohl unter anderem mit Albrecht von Kessel und Peter Graf Yorck von Wartenburg, die später ebenfalls Mitglied des Kreisauer Kreises waren, sowie Ulrich Wilhelm Graf Schwerin von Schwanenfeld, der zum engsten Kreis um Claus Schenk Graf von Stauffenberg gehörte, an. Die Schule besuchten – zu unterschiedlichen Zeitpunkten – noch zahlreiche weitere bekannte Widerstandskämpfer und Mitglieder des Kreisauer Kreises. Von Wussow verließ die Schule im Gegensatz zu seinen Freunden jedoch ohne Abitur. Nach einer landwirtschaftlichen Ausbildung besuchte er in der Folgezeit Vorlesungen als Gasthörer in München, wo von Kessel und Schwerin von Schwanenfeld bereits studierten.
1924 folgte von Wussow seinem älteren Bruder und wanderte nach Chile aus, wo er in der Verwaltung landwirtschaftlicher Betriebe in englischem Besitz tätig war. 1935 kehrte er, nach ursprünglicher Planung nur vorübergehend, nach Deutschland zurück, wo er kurze Zeit später in Berlin seine Freunde von Kessel, Yorck von Wartenburg und Schwerin von Schwanenfeld traf und von deren Ablehnung der nationalsozialistischen Regierung erfuhr.  
Über Kontakte seines Vaters gelangte von Wussow an eine Anstellung als Englandkenner bei der Dienststelle Ribbentrop, einer paradiplomatischen Institution unter der Leitung des späteren NSDAP-Reichsministers des Auswärtigen Joachim von Ribbentrop. Dort lernte er unter anderem den späteren Widerstandskämpfer Albrecht Haushofer sowie Karlfried Graf Dürckheim kennen. 
Von Wussow trat, ebenso wie Graf Dürckheim, der NSDAP nicht bei. Eine Parteimitgliedschaft war für seine Position zwar erwünscht, jedoch auch nicht verpflichtend. Auch ein Eintrittsangebot der SS lehnte von Wussow mit Verweis auf seine christliche Haltung ab, ohne dass ihm daraus Nachteile entstanden. Erst im Dezember 1937 stellte er gezwungen einen Aufnahmeantrag an die NSDAP, der jedoch wegen vermuteter Interessenlosigkeit abgelehnt wurde.
Nach der Ernennung von Ribbentrops zum deutschen Botschafter in England im Juni 1935 folgte von Wussow und zog nach London. Dort lernte er die Britin Mary Pilcher kennen, die er 1937 heiratete. Zudem lernte er dort Eduard Brücklmeier kennen, mit dem er sich anfreundete. 1938 folgte die Zurückversetzung nach Berlin, kurz darauf verließ von Wussow die Dienststelle. Nachdem er kurzzeitig mit dem Gedanken einer Rückkehr nach Südamerika gespielt hatte, fand er daraufhin Anstellung bei dem Versicherungsunternehmer und Widerstandskämpfer Otto Hübener. Nach Kriegsbeginn folgte eine Anstellung in der Informationsabteilung des Auswärtigen Amtes.
Im Oktober 1941 nahm von Wussow mit seiner Frau an einer der ersten Zusammenkünfte des Kreisauer Kreises auf dem Ernst von Borsig junior gehörenden Gut Groß Behnitz in Groß Behnitz teil. Neben von Wussow und seiner Frau sowie von Borsig und seiner Frau Barbara nahmen auch Helmuth James Graf von Moltke mit Freya von Moltke, Peter Graf Yorck von Wartenburg mit Marion Gräfin Yorck von Wartenburg sowie Adam von Trott zu Solz mit Clarita von Trott zu Solz an der Zusammenkunft teil. Von Wussow diente dem Kreisauer Kreis als wichtiger Informant über die Abläufe im Auswärtigen Amt.
Im Januar 1942 wurde von Wussows Frau, Mary Pilcher, nach einer negativen Bemerkung über Hitler denunziert. Von Wussow ließ sich daraufhin in das neutrale Portugal versetzen. Dort erlebten er und seine Frau das Ende des Krieges.
Nach Kriegsende ging von Wussow 1948 über England wieder nach Chile. Nach dem Tod seiner Frau im Jahr 1957 zog er wieder nach Deutschland, wo er 1971 in München verstarb.